# Psyllaephagus tegularis
Psyllaephagus tegularis är en stekelart som först beskrevs av Mercet 1921.  Psyllaephagus tegularis ingår i släktet Psyllaephagus och familjen sköldlussteklar. Inga underarter finns listade i Catalogue of Life.